# Кашина Аурора (Верчели)
Кашина Аурора је насеље у Италији у округу Верчели, региону Пијемонт.
Према процени из 2011. у насељу је живело 14 становника. Насеље се налази на надморској висини од 253 м.